# Cowboy Savant
Cowboy Savant é o segundo álbum lançado pelo ator e cantor americano Ronny Cox em 2002.      

## Faixas
1. "Always In The Wind"
2. "Sanctuary"
3. "Silver City"
4. "Quintanaroo"
5. "Comin' Back To You"
6. "Through Your Eyes"
7. "Done Movin'"
8. "Canyons"
9. "The Connection"
10. "Trash Meets The Cash"
11. "Back Then"
12. "Corn, Water and Wood"
13. "From The Dust"